# Paisajes devorados
Paisajes devorados es una película argentina dirigida por Eliseo Subiela y protagonizada por María Luz Subiela, Juan Manuel López Baio y Araceli Sangronis. Fue estrenada el 4 de julio de 2013.

## Sinopsis
Un falso documental que va tras los pasos de tres jóvenes realizadores mientras desarrollan una película sobre un presunto director de cine que reside a la sombra de un psiquiátrico de Buenos Aires. El hombre, un personaje misterioso e inusual a sus 70 años de edad, puede ser en efecto, el mismísimo director aunque con un nombre distinto, que desapareció después del caso no resuelto de una joven actriz asesinada en los años 60.

## Reparto
- María Luz Subiela
- Juan Manuel López Baio
- Araceli Sangronis
- Fernando Birri como Remoro Barroso